# گورستان زروای
گورستان زروای مربوط به هزاره اول قبل از میلاد است و در ورزقان، ضلع جنوبی شهر واقع شده و این اثر در تاریخ ۲۷ اسفند ۱۳۸۷ با شمارهٔ ثبت ۲۶۳۷۱ به‌عنوان یکی از آثار ملی ایران به ثبت رسیده است.